# Гребінник
Гребінниця (Cynosurus) — рід трав'янистих рослин родини тонконогові (Poaceae) чи злакові. Утворює монотипну підтрибу Cynosurinae в трибі Poeae.

## Опис
Багаторічні або однорічні трави. Листки лінійні. Суцвіття — густа, однобічна колосоподібна волоть, складається з неплідних і плідних колосків, зовнішні мають вигляд гребнеподібно-розсічених листочків, стерильні, внутрішні — з 2-5 двостатевих анемофільними квітками. Зернівки в квіткових лусках. Поширюються тваринами або вітром.

## Таксономія
Рід гребінниця включає 9 видів:
- Cynosurus balansae Coss. & Durieu
- Cynosurus coloratus Lehm. ex Steud.
- Cynosurus cristatus L. — гребінниця звичайна
- Cynosurus echinatus L. — гребінниця колюча
- Cynosurus elegans Desf.
- Cynosurus junceus Murb.
- Cynosurus peltieri Maire
- Cynosurus polybracteatus Poir.
- Cynosurus turcomanicus Proskur.

## Поширення й екологія
Поширений у помірній смузі Європи і Азії, Північній і Південній Африці, переважно. в Середземномор'ї. В Україні два види: Cynosurus cristatus — гребінниця звичайна (поширеніший вид) і Cynosurus echinatus — гребінник колючий.
Зростає на луках, узліссях і лісових галявинах.

## Використання
Кормова рослина.